# Otto Maier (Ruderer)
Otto Maier (* 23. Dezember 1887; † 29. Mai 1957) war ein deutscher Ruderer, der 1912 Olympiasieger im Vierer mit Steuermann wurde.
Otto Maier vom Frankfurter Ruderverein von 1865 war einer von zwei Steuermännern, die den Vierer ohne Steuermann des Ludwigshafener Rudervereins bei den Olympischen Spielen 1912 in Stockholm unterstützten, weil dort nur der Vierer mit Steuermann ausgeschrieben war. Die Ludwigshafener Albert Arnheiter, Rudolf Fickeisen, Hermann Wilker und Otto Fickeisen besiegten mit ihrem Gast-Steuermann im ersten Rennen das einzige Boot der schwedischen Gastgeber, hatten im Viertelfinale keinen Gegner und schlugen im Halbfinale das dänische Boot. Im Halbfinale hatte der Deutsche Vierer die Sieben-Minuten-Grenze unterboten, was im Finale gegen die Briten ebenfalls gelang und zum Sieg ausreichte.